# Anschlag von Sindschar
Koordinaten: 36° 19′ N, 41° 52′ O

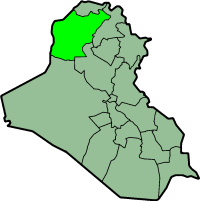
Lage des Gouvernements Ninawa

Der Anschlag von Sindschar ereignete sich am 14. August 2007 in den beiden irakischen Dörfern al-Qaḥṭānīya (Til Ezer) und al-Jazīrāh (Siba Scheich Khidir) im Distrikt Sindschar des Gouvernements Ninawa und richtete sich gegen die Volksgruppe der Jesiden. Durch vier Explosionen wurden 796 Menschen getötet und 1.562 weitere verletzt. Der bis heute folgenschwerste und opferreichste Terroranschlag in der irakischen Geschichte wird al-Qaida zugeschrieben.

## Vorgeschichte
Die Jesiden machen schätzungsweise 1 % der irakischen Bevölkerung aus und sind eine eigenständige, nichtislamische Religionsgemeinschaft, deren Ursprünge umstritten sind. Sie gelten als Ungläubige und werden pejorativ (abwertend) als „Teufelsanbeter“ bezeichnet. Zudem werden Jesiden überdurchschnittlich häufig Opfer von Angriffen und Diskriminierung, da sie über keine eigenen Milizen oder politische Parteien verfügen, die sie unterstützen. Am 22. April 2007 ereignete sich der schwerste Übergriff an Jesiden in Ninawa seit 2003: 23 Jesiden wurden auf dem Heimweg von ihrer Arbeit in Mossul brutal ermordet. Die Opfer waren aus einem Bus geholt worden, wobei anwesende Christen und Moslems gezielt verschont wurden. Die Tat gilt als Racheakt für die 15 Tage zuvor verübte Ermordung des 17-jährigen jesidischen Mädchens Du’a Khalil Aswad, das – angeblich wegen eines Übertritts zum Islam – von ihrem eigenen Clan gesteinigt worden war. Al-Qaida in Mossul hatte darüber hinaus in einer Fatwa verboten, den Jesiden Essen zu geben, wodurch sich die Lebensmittelversorgung in den jesidischen Dörfern dramatisch verschlechterte. Unter dem Vorwand, Lebensmittel zu liefern, lockten die Terroristen Opfer zu ihrem Anschlag.

## Anschlag
Am Dienstag, dem 14. August 2007 in den frühen Abendstunden, fuhren ein mit Sprengstoff beladener Lastwagen und zwei zu Autobomben umfunktionierte PKWs in die Ortschaft Qahtaniyya, wobei sich der Selbstmordattentäter am Steuer des LKW als Lebensmitteltransport ausgab und so unzählige Personen anlockte. Vor einem Busbahnhof zündete der Fahrer schließlich seine Sprengladung, die im Umkreis von 1 km² schwerste Zerstörungen anrichtete. Als sich Rettungskräfte und Laienhelfer zum Unglücksort begaben, rasten die beiden anderen Attentäter in die Menge und zündeten ihre Autobomben, die zu weiteren Zerstörungen und Opfern führten. Etwa zeitgleich sprengte sich ein Selbstmordattentäter im nahen Dschazira mittels Autobombe in die Luft. Anschließend schlugen an den Anschlagsorten noch mehrere aus dem Hinterhalt abgefeuerte Mörsergranaten ein. Etwa 2.500 Gebäude der beiden Ortschaften wurden zerstört oder beschädigt, 796 Menschen wurden getötet und 1.562 weitere verletzt. US-Truppen beteiligten sich nach dem Anschlag an den Hilfeleistungen und Aufräumarbeiten. Verletzte wurden mit US-Hubschraubern in umliegende Krankenhäuser geflogen.

## Reaktionen
Der irakische Ministerpräsident Nuri al-Maliki, der Befehlshaber der US-Truppen im Irak, General David Petraeus, der amerikanische Botschafter im Irak, Ryan Crocker und die Arabische Liga verurteilten den Anschlag aufs Schärfste.
Auf die Anschläge und die daraus resultierenden Erfordernisse hin wurde umfangreiche humanitäre Soforthilfe geleistet. Ausgehend von seiner Bewertung der humanitären Lage vor Ort hat das Internationale Komitee vom Roten Kreuz (IKRK) mit finanzieller Unterstützung der Dienststelle für Humanitäre Hilfe der Europäischen Kommission (ECHO), dem irakischen Roten Halbmond und einigen nichtstaatlichen Organisationen (NGO) die erforderliche Soforthilfe geleistet: zwei medizinische Teams und Ausrüstung zur Behandlung von Kriegsverletzten für Krankenhäuser, Medikamentenspenden im Wert von 10.000 US-Dollar, Nichtnahrungsmittelhilfe für 800 Familien, 1.400 Nahrungsmittelpakete, 500 Kartons mit Konserven, 5 Tonnen Reis, Wasserversorgung per Lkw und kleine Bargeldbeträge wurden unverzüglich an Notleidende verteilt.
Als Reaktion auf den Anschlag wurden mehr als 400 zusätzliche Polizeikräfte in die Region entsandt. Die Europäische Kommission verurteilte den Anschlag und unterstützte humanitäre Soforthilfe.
Der als Initiator des Anschlags geltende al-Qaida-Führer Abu Mohammed al-Afri wurde am 3. September 2007 bei einem US-amerikanischen Luftangriff, etwa 70 Meilen südwestlich von Mossul, getötet.